# Витягнення хребта

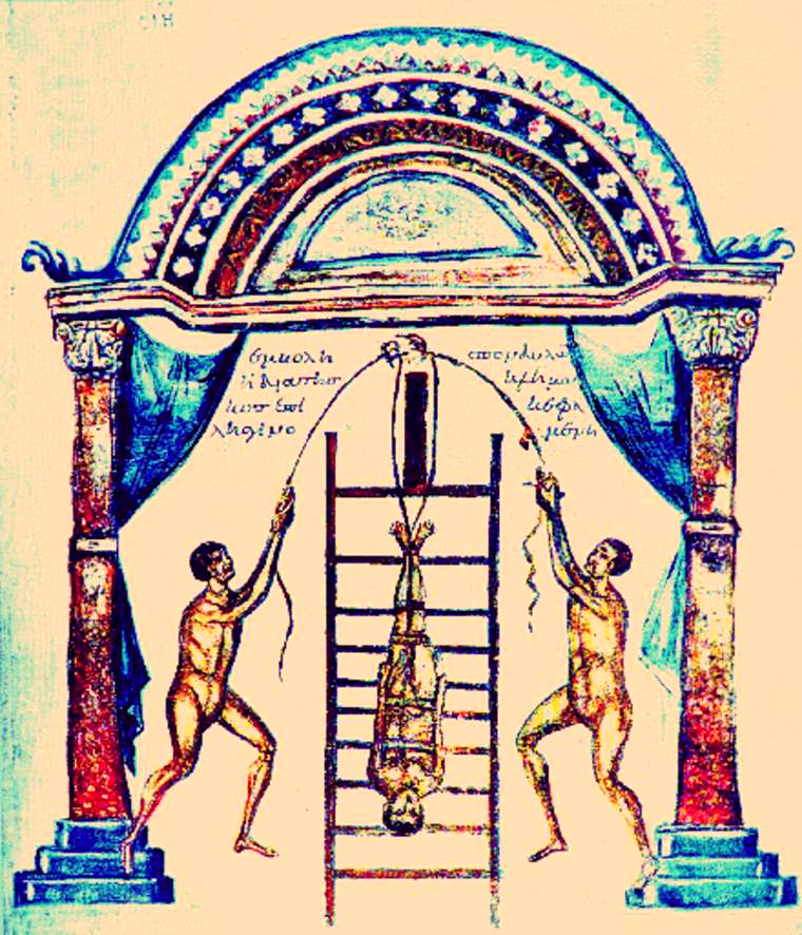
Витягнення хребта

Витягнення хребта — метод лікування захворювань хребта тракційним впливом (від (лат. tractio — тяга). Найчастіше застосовується для полегшення радикулярного болю, зумовленого дегенеративними захворюваннями міжхребцевих дисків.

## Історія виникнення
Тракційні методики лікування захворювань хребта використовувалися стародавніми жителями Середземномор'я, Європи, Індії.
У V столітті Гіппократ описав методику, названу ним «рахітотерапією». Він проводив витягування хребта, пошкоджених суглобів і кінцівок на дерев'яній лаві (пізніше названою на його честь «лавою Гіппократа»): хворий укладався на живіт на похилу поверхню, до його рук і/або ніг прив'язувалися мотузки, закріплені на лебідках по краях. Поступовим натягуванням мотузок досягали вправляння вивихів, репозиції переломів. Для позбавлення від болю в спині разом з витяжкою комбінувалися різні види тиску на хребет. Лава Гіппократа стала прообразом середньовічної диби, а потім сучасних ортопедичних конструкцій.
У XVI—XVII століттях використовувалися активні методи витягнення. Однак силу впливу було складно дозувати, тому результати лікування часто були незадовільними.
Перший апарат для сухого витягування хребта був розроблений шведським фізіотерапевтом професором Густавом Цандером з Уппсальського університету. У 1857 році він представив винайдені ним апарати, серед яких були спеціально призначені для витягування хребта у дітей зі сколіозом. Підводне витягування вперше застосував угорський лікар К. Молл в 1953 році. З другої половини ХХ століття тракційну терапію почали широко використовувати в лікуванні захворювань хребта.

## Механізм дії
У процес витягнення залучаються хребет зі зв'язками і капсулами суглобів, а також м'язи і сухожилля. Якщо ще не розвинувся фіброз м'язів і міжхребцевих дисків, то за рахунок механічного витягнення усуваються підвивихи міжхребцевих суглобів, зменшується напруга м'язів, збільшується відстань між хребцями. У момент тракції на рентгенографічних знімках помітно збільшення відстані між хребцями на 1-2,5 мм, а вертикального розміру міжхребцевих отворів — на 0,2-0,6 мм.
Вищеописані ефекти призводить до зниження тиску всередині дисків, що зменшує ступінь їх протрузії, а також збільшує розмір міжхребцевих отворів, через що зникає тиск на нервовий корінець та усувається набряк і викликаний цими факторами біль.
Показання для призначення витягування хребта:
- Гострий і підгострий больовий синдром, що виник в результаті компресії (тріщина фіброзного кільця, протрузія диска, ущемлення капсули міжхребцевого суглоба);
- Нейросудинні і нейротрофічні порушення;
- Рефлекторний м'язово-тонічний біль;
- Псевдоспонділолістез;
- Радікулоішемічні синдроми з повільним прогресом;
- Патологічна міофіксація м'яза-еректора спини;
- Нейродистрофічні процеси (остеохондроз, спонділоперіартроз, лігаментоз, спондильоз) з вираженим больовим синдромом і/або гипертонусом;

## Види витягнення
Витягнення може бути загальним або локальним (до процесу залучається тільки один відділ хребта), воно може здійснюватися постійно або переривчасто. Тракції виконуються двома способами: сухим і підводним.
Сухий спосіб більш доступний, має менше протипоказань, ніж підводний. Його різновиди:
- аутотракція або аутогравітаційне витягнення (хворий сам змінює положення тіла, висить вертикально/під нахилом, використовує детензор, застосовуються спеціальні матраци з ребрами, витягнення здійснюється під вагою власного тіла);
- ручне витягнення (здійснюється мануальним терапевтом, який самостійно коригує прикладене навантаження);
- апаратне витягнення (виконується на спеціальних столах під контролем програмного керування: тракційні кушетки, портативні пристрої, механотерапевтичні установки);
- використання активно корегуючих корсетів;
- комбіновані методики.

Підводний спосіб має переваги перед сухим: він більш щадний, при зануренні в теплу воду поліпшується кровопостачання тканин і знижується навантаження на хребет, що призводить до зменшення патологічної імпульсації, зниження м'язового тонусу. Метод частіше використовується за супутньої патології суглобів нижніх кінцівок.

## Різновиди підводного витягування
1. Аутотракція (проводиться у позі Кисельова або методом плавання з «вимкненими» ногами і т. д.);
2. Ггоризонтальне (хворий фіксується до спеціального щиту, нахил якого змінюють, а до поясу прив'язують різні навантажувальні пристрої);
3. Вертикальне (грудна клітка хворого фіксується, на рівні таза закріплюються навантажуючи пристрої);
4. Комбіновані методики.

Курс лікування суворо індивідуальний. Після кожного витягнення не менше години хворий проводить у положенні лежачи, а потім носить спеціальний фіксувальний корсет.

## Протипоказання
Не можна проводити сеанси витягнення за умови розвитку наступних станів:
- Гостра стадія вертеброгенного захворювання;
- Порушення кровообігу у спинному мозку;
- Інфекційні захворювання оболонок головного/спинного мозку;
- Нестабільність хребців;
- Синдром здавлення спинного мозку;
- Грижі дисків з випадінням елементів у просвіт спинномозкового каналу;
- Сколіоз в дитячому віці;
- Уроджені та набуті деформації хребців;
- Системні захворювання кісткової тканини (остеопороз, мієломна хвороба та ін.);
- Декомпенсована гіпертонічна хвороба;
- Важка ступінь серцевої та/або легеневої недостатності;
- Інфекційні хвороби;
- Гострі захворювання шлунково-кишкового тракту;
- Вагітність;
- Загострення психічних захворювань;
- Пухлини та метастазування;
- Венерологічні захворювання;
- Ушкодження шкіри;
- Старечий вік;
- Наявність вираженої негативної реакції на пробну тракцію.

## Витягування хребта вдома
Будь-які процедури в домашніх умовах повинні проводитися з відома лікаря. У таких випадках застосовують методи аутогравітаційного витягнення або портативні апарати. У продажу є спеціальні апарати, які прошли випробування та мають підтвердження Міністерства охорони здоров'я. До них належать: тренажер Євмінова, прилад який отримав назву «петля Гліссона». До домашньої тракції відносять також різноманітні вправи у басейні. Це найбільш безпечне та найбільш дієвий спосіб витягнення хребта.